# ソルジャー・ブルー (映画)
『ソルジャー・ブルー』（Soldier Blue）は、1970年のアメリカ合衆国の映画。『野のユリ』で知られるラルフ・ネルソン監督で、同年12月に公開された『小さな巨人』とともに、西部劇の転換点に位置する作品である。
米国史の暗部である1864年のサンドクリークの虐殺を提示することで、1960年代のベトナム戦争でのソンミ村事件へのアンチテーゼを掲げた映画だとも云われている。

## ストーリー
1864年、コロラド州。青い制服に身を包み荒野を進む北軍兵士の一団は二つの目的を持っていた。一つは前線の砦に運ぶ現金の輸送、そしてもう一つは砦に婚約者が待つという女性クレスタ・リーを無事に送り届けることだった。しかし部隊は銃で武装したインディアンのシャイアン族に襲撃されてほぼ全滅し、現金を奪われてしまう。生き残ったのは非戦闘員にもかかわらず巧みな立ち回りで難を逃れたクレスタと、途中で意識を失ったことで見逃され運よく生き残った新兵のホーナスの二人だけだった。
ホーナスは兵士として当初の目的通りに砦に向かうことを選ぶが、その道行きで彼はクレスタの意外な人となりを訊く。彼女はこの2年間をシャイアン族と共に生活をしていたが、思うところがあって抜け出してきたのだというのだ。しかしインディアンに対して悪感情を持っておらず、むしろ同情的で彼らの特徴として流布している残酷な行いなどについても「思い込み」だと言って弁護する。また、クレスタはたくましく野性的で荒野を生き抜く術にも通じており、そのことにも未熟なホーナスは目を見張らされる。
道中、馬車に大量のライフルを隠した白人の武器密売人に遭遇し、その口ぶりからインディアン達が北軍の現金を狙ったのは武器の購入のためだったと推理したホーナスは、この知らせを砦に届けようと考える。彼はインディアンが生き残るためにしかたなく武器を必要としていると説くクレスタを無視して馬車に火を放つが、武器密売人に追われて負傷し、クレスタの機転で難を逃れることに成功するものの、身動きが取れなくなってしまう。
ホーナスを救うため一人砦に向かったクレスタは、集結した部隊がシャイアン族攻撃の準備をしていることを知り、その危機を伝えるために集落へと戻る。リーダー（酋長）のまだら狼は彼女の提案を受け入れ、アメリカ国旗と白旗を掲げて北軍を出迎えるが、押し寄せた部隊はそれを無視して総攻撃を開始する。この集落を丸ごと消滅させようとする無差別虐殺は、のちに「サンドクリークの虐殺」として伝わる歴史的事件となる。

## キャスト
※括弧内は日本語吹替
- クレスタ - キャンディス・バーゲン（鈴木弘子）
- ホーナス - ピーター・ストラウス（柴田侊彦）
- カンバー - ドナルド・プレザンス（富田耕生）
- アイヴァーソン大佐 - ジョン・アンダーソン（千葉耕市）
- まだら狼 - ジョージ・リヴェロ（中江真司）
- マクネアー中尉 - ボブ・キャラウェイ（青野武）
- バトルズ大尉 - ダナ・エルカー（大宮悌二）
- スプリンガーン中尉 - マーティン・ウェスト（寺島幹夫）
- ロング夫人 - バーバラ・ターナー（クレジットなし）（藤夏子）